# Misha'al bint Fahd al Saud
Misha'al bint Fahd al Saud (nome completo: Misha'al bint Fahd bin Mohammed bin Abdulaziz Al Saud, em árabe: الأميرة مشاعل بنت فهد بن محمد بن عبدالعزيز آل سعود‎) (1958–15 de julho de 1977)  foi uma princesa saudita, membro da Casa de Saud. Misha'al foi executada a tiros como pena por alegado  crime de adultério em 1977, aos 19 anos de idade. Ela era neta do príncipe Muhammad bin Abdulaziz Al Saud, único irmão co-sanguíneo do então rei Khalid. A história de Misha'al ganhou repercussão mundial em 1980 através da exibição do telefilme Morte de uma princesa no Reino Unido e nos Estados Unidos.

## Vida
Embora haja diversas versões sobre como Misha'al conheceu seu amante, a maioria das versões relatam que ela o conheceu em Beirute. Ela foi enviada ao Líbano pelo pai para estudar, a seu próprio pedido. Lá, conheceu Khaled al-Sha'er Mulhallal, o sobrinho de Ali Hassan al-Shaer, embaixador saudita no Líbano. Quando retornaram à Arábia Saudita, eles começaram a se encontrar escondidos em diversas ocasiões. Ela fingiu ter se afogado numa praia para tentar escapar do país disfarçada de homem. No entanto, um oficial a reconheceu no aeroporto de Jidá. Misha'al era casada com um primo mais velho e foi acusada de adultério. Há quem sugira, no entanto, que ela não era casada e que foi executada por preferir um plebeu ao homem que a família havia escolhido por ela. Segundo outra versão, Khaled era o marido de Misha'al, tendo eles se casado em segredo.
Segundo a charia, o Direito islâmico aplicado com especial rigor na Arábia Saudita, uma pessoa só pode ser condenada por adultério se quatro adultos do sexo masculinos testemunharem que presenciaram o coito do infiel – e falsos testemunhos são punidos com chicotadas. A única outra maneira de alguém ser condenado por adultério é se a pessoa admitir a culpa dizendo três vezes em voz alta no tribunal: "Eu cometi adultério". Como não haviam testemunhas, a família real orientou Misha'al a não confessar, mas ela preferiu confessar a nunca mais ver Khaled. Essa versão foi questionada pelo documentário Morte de uma princesa, que sugere que Misha'al e seu amante nunca foram julgados num tribunal. Eles teriam sido vítimas da ira do príncipe Muhammad. Há quem sugira que o rei Khalid, temendo a publicidade negativa do caso, pediu a Muhammad que poupasse a vida da princesa. O príncipe, no entanto, teria insistido em honrar sua família.

## Execução
Em 15 de julho de 1977, Misha'al e Khaled foram ambos executados num parque em Jidá ao lado do Prédio da Rainha. Apesar de ser membro da família real, ela foi vendada, obrigada a se ajoelhar e executada segundo as instruções de seu avô pela desonra que ela trouxe para seu clã. Khaled, após ser forçado a assistir à execução da amada, foi decapitado, possivelmente pelo marido da princesa. Foram necessários cinco golpes para matá-lo, o que indica que ele não foi executado por um profissional. Ambas as execuções foram conduzidas perto do palácio em Jidá e não na praça pública dedicada à execução da pena capital.
Após a execução de Misha'al, a segregação entre homens e mulheres tornou-se ainda mais intensa na Arábia Saudita e a polícia religiosa começou a patrulhar lojas, shoppings e qualquer outro local onde homens e mulheres pudessem vir a se encontrar. (Segundo uma das versões, Misha'al e Khaled se conheceram numa boutique). As mulheres foram proibidas de viajarem sozinhas após o caso. Mais tarde o príncipe Muhammad foi indagado se as mortes foram necessárias e retrucou: "foi [crime] suficiente para mim que eles estivessem no mesmo quarto juntos".

## Morte de uma princesae tentativa de ocultamento do caso
Em 1979, o produtor cinematográfico anglo-indiano Antony Thomas viajou para a Arábia Saudita para fazer um documentário sobre a história de Misha'al. Ele entrevistou diversas pessoas e obteve versões conflitantes sobre o caso. Como nenhum dos entrevistados aceitou ter a identidade revelada, ele decidiu fazer um filme baseado em sua busca pela verdade. Morte de uma princesa foi primeiramente exibido pela ITV em 9 de abril de 1980 no Reino Unido. A atriz egípcia Sawsan Badr interpretou Misha'al.
A Arábia Saudita, insatisfeita com a forma que seu regime foi retratado, retaliou de todas as formas possíveis. A intérprete da princesa "foi colocada na lista negra dos produtores egípcios de cinema, teatro e televisão, que são dependentes do petrodólar saudita", segundo a revista People, embora a medida acabou surtindo o efeito contrário, aumentando sua popularidade e transformando-a numa das atrizes mais famosas do Egito. Além disso, o regime saudita expulsou o embaixador britânico de Riad, fez com que 400 membros da família real retornassem do Reino Unido para a Arábia Saudita, cancelou transações comerciais e baniu os voos da British Airways de seu espaço aéreo, tornando inviável o voo Londres-Singapura. Como resultado da polêmica, o filme nunca mais foi exibido novamente na televisão britânica.
Em maio de 1980, foi a vez da emissora estadunidense PBS sentir o peso da pressão saudita. Durante um mês os executivos da emissora foram coagidos por empresas e políticos a não exibir o filme. A Mobil Oil, um dos maiores anunciantes da emissora, comprou um anúncio de uma página no New York Times acusando a emissora de estar colocando em risco as relações entre Arábia Saudita e Estados Unidos. Especulou-se na época que o Rei Khalid teria oferecido US$ 11 milhões à emissora para que ela não exibisse o filme. Após algum atraso, Morte de uma princesa foi exibido em 12 de maio de 1980 em grande parte dos EUA. Algumas afiliadas, no entanto, decidiram não transmiti-lo. Na Carolina do Sul a exibição do filme foi cancelada por medo de retaliação ao então embaixador dos EUA na Arábia Saudita, John C. West, que havia sido governador do estado. Morte de uma princesa foi re-exibido em 2005 para comemorar os 25 anos do filme.
Segundo David Fanning, co-roteirista e produtor executivo de Morte de uma princesa, a controvérsia não tem nada a ver com a morte da garota propriamente dita: "A diferença entre a versão oficial, de que a garota foi morta porque ela foi considerada culpada de adultério e a verdade, que ela foi, de fato, executada pelo irmão mais velho do rei num ato de vingança tribal num estacionamento de Jidá foi, de fato, o motivo da controvérsia, porque essa era a parte que, é claro, a família real não poderia tolerar. E essa foi a grande indignação".